# 卡利維齊亞
51°45′2″N 24°58′32″E / 51.75056°N 24.97556°E
卡利維齊亞（烏克蘭語：Каливиця），是烏克蘭的村落，位於該國西部沃倫州，由卡明-卡希尔斯基区負責管轄，面積0.2平方公里，2001年人口83，人口密度每平方公里412.94人。